# Cámara Venezolana de la Construcción

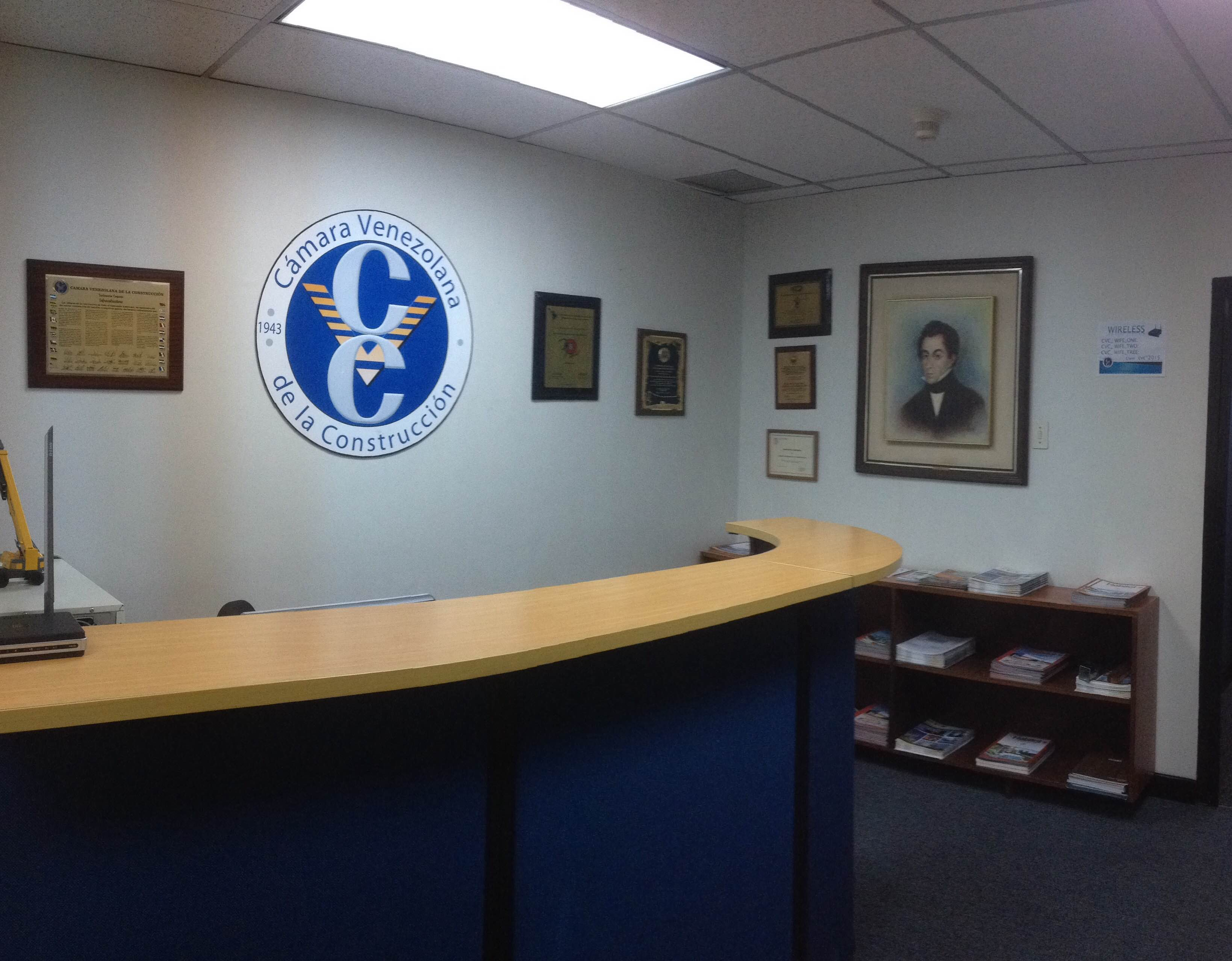
Sede de la Cámara Venezolana de la Construcción en Caracas.

La Cámara Venezolana de la Construcción es una asociación civil de interés colectivo, sin fines de lucro, que tiene por objeto el fomento, desarrollo y protección de la Industria de la Construcción en Venezuela. La Cámara está afiliada a la Federación de Cámaras y Asociaciones de Comercio y Producción de Venezuela (Fedecámaras) y en la Federación Interamericana de la Industria de la Construcción (FIIC).

## Historia
Culminada la dictadura de Juan Vicente Gómez, se inicia un período en Venezuela que da importancia al desarrollo de obras públicas, inicialmente con el llamado "Plan Trienal" presentado por Presidente Eleazar López Contreras en 1938 y posteriormente con el "Plan de Obras Públicas Nacionales" presentado por Isaías Medina Angarita en 1942, que contemplaba obras como la reurbanización de El Silencio, llevada a cabo por el Arquitecto Carlos Raúl Villanueva y el escultor Francisco Narváez, creando así oportunidades para el desarrollo del sector privado y la necesidad de formación de personal capacitado para llevar a cabo el desarrollo de estos proyectos. El 17 de agosto de 1943 se funda la Asociación de Contratistas de Obras del Distrito Federal, la primera asociación patronal de constructores con objetivos gremiales. En 1944 pasó a llamarse Asociación Patronal de la Construcción, por decisión de la Asamblea General del 20 de abril de 1948 volvió a cambiar de nombre para llamarse Cámara de la Construcción; y en 1957 asumió su nombre definitivo Cámara Venezolana de la Construcción. Su primer presidente fue Luis Enrique Franceschi (1944-1946) y en la actualidad cuenta con representación en 20 estados del país.

## Fundación CVC
Creada en abril del 2010, con el objeto de estimular entre los afiliados a la Cámara, el apoyo a organizaciones asistenciales e instituciones educativas, dedicadas a atender población de escasos recursos.

#### Asignatura "Gerencia de la Construcción - CVC"
Desde el año 1999, la Cámara Venezolana de la Construcción desarrolló la asignatura "Gerencia de la Construcción - CVC" la cual fue incorporada como materia obligatoria del plan de estudios de Ingeniería Civil en la Universidad Metropolitana. A partir del 2006, se suscribe un convenio con la Universidad Central de Venezuela para implementar la asignatura, la cual se dicta en las facultades de Arquitectura y Urbanismo e Ingeniería. La asignatura es coordinada por profesores de la Universidad pero dictada por Ingenieros y Arquitectos relacionados con la Cámara de la Construcción. Desde el 2014 se unió al convenio la Universidad Católica Andrés Bello.

## Premios Construcción
- 1969 - Obra: Urbanización El Silencio (Caracas). Empresa: Precomprimido[9]
- 1971 - Obras: Distribuidor Baralt (Estado Miranda), Torre IBM (Caracas). Empresa: DOF C.A. de Construcciones.
- 1973 - Obra: Edificio La Previsora (Caracas). Empresa: Consorcio Fertc - Integral.
- 1975 - Obra: Ampliación Sala de Máquinas Represa de Guri (Estado Bolívar). Empresa: Consorcio Empresas Venezolanas.
- 1983 - Obra: Represa Raúl Leoni (Estado Bolívar). Empresa: Consorcio Macagua.
- 1985 - Obras: Estadio Brígido Iriarte, Parque Las Naciones Unidas, Villa Panamericana (Estado Miranda). Constructor: Dr. Darío Lugo Román.
- 1987 - Obra: Ciudad Residencial La Rosa (Estado Miranda). Empresa: Corporación Banpais.
- 1988 - Obra: Sistema Hidráulico Turimiquire (Estado Sucre - Estado Nueva Esparta). Empresa: Consorcio Guaritico - Seana C.A.
- 1993 - Obra: Metro de Caracas Líneas 1 y 3 (Caracas). Empresa: Consorcio Ghella Sogene.
- 1994 - Obra: Nuevas Instalaciones Hotel Maruma (Maracaibo). Empresa: Constructora Deconferca.
- 1995 - Obra: Urbanización Nueva Casarapa (Estado Miranda).
- 1996 - Obra: Represa Macagua II (Estado Bolívar). Empresa: Consorcio La Llovizna.
- 1998 - Obra: Centro Comercial Sambil (Caracas). Empresa: Constructora Sambil.
- 1999 - Obra: El Palacio de los Eventos de Venezuela (Estado Zulia). Empresa: Constructora Otassca.
- 2000 - Obra: Muelle Petroquímico de Jose (Estado Anzoátegui). Empresa: Consorcio IPWT.
- 2002 - Obra: Poblado de San Diego (Estado Carabobo). Empresa: Coyserca.
- 2003 - Obra: Central Hidroeléctrica Caruachi (Estado Bolívar) Empresa: Consorcio Dravica.
- 2004 - Obra: Ciudad Banesco (Caracas).
- 2005 - Obra: Centro Metropolitano Javier (Estado Lara). Empresa: Promotora Bricket.
- 2007 - Obra: Puente Orinoquia (Estado Bolívar). Empresa: Odebrecht.
- 2008 - Obra: Viaducto Autopista Caracas - La Guaira. Empresa: Precomprimido.
- 2009 - Obra: Centro Sambil Barquisimeto (Estado Lara) Empresa: Constructora Sambil.
- 2010 - Obra: Millenium Mall (Caracas). Empresa: Constructora Grupo Millenium.
- 2011 - Obra: Metrocable San Agustín del Sur (Caracas). Empresa: Odebrecht.[10]
- 2012 - Obra: Teatro de Chacao (Caracas). Empresa: Inarteca.